# 饶家驹

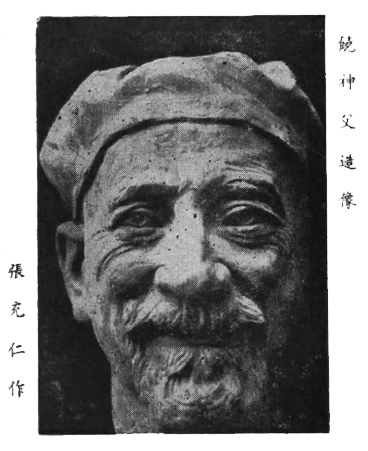
饶神父造像（张充仁作）

饶家驹（1878年3月15日—1946年9月10日），原名羅伯特·雅基諾·德·貝桑熱（Robert Jacquinot de Besange, S.J.），法国天主教耶稣会神父，长期在中国传教，二战期间曾在中国上海建立南市难民区。 

## 生平

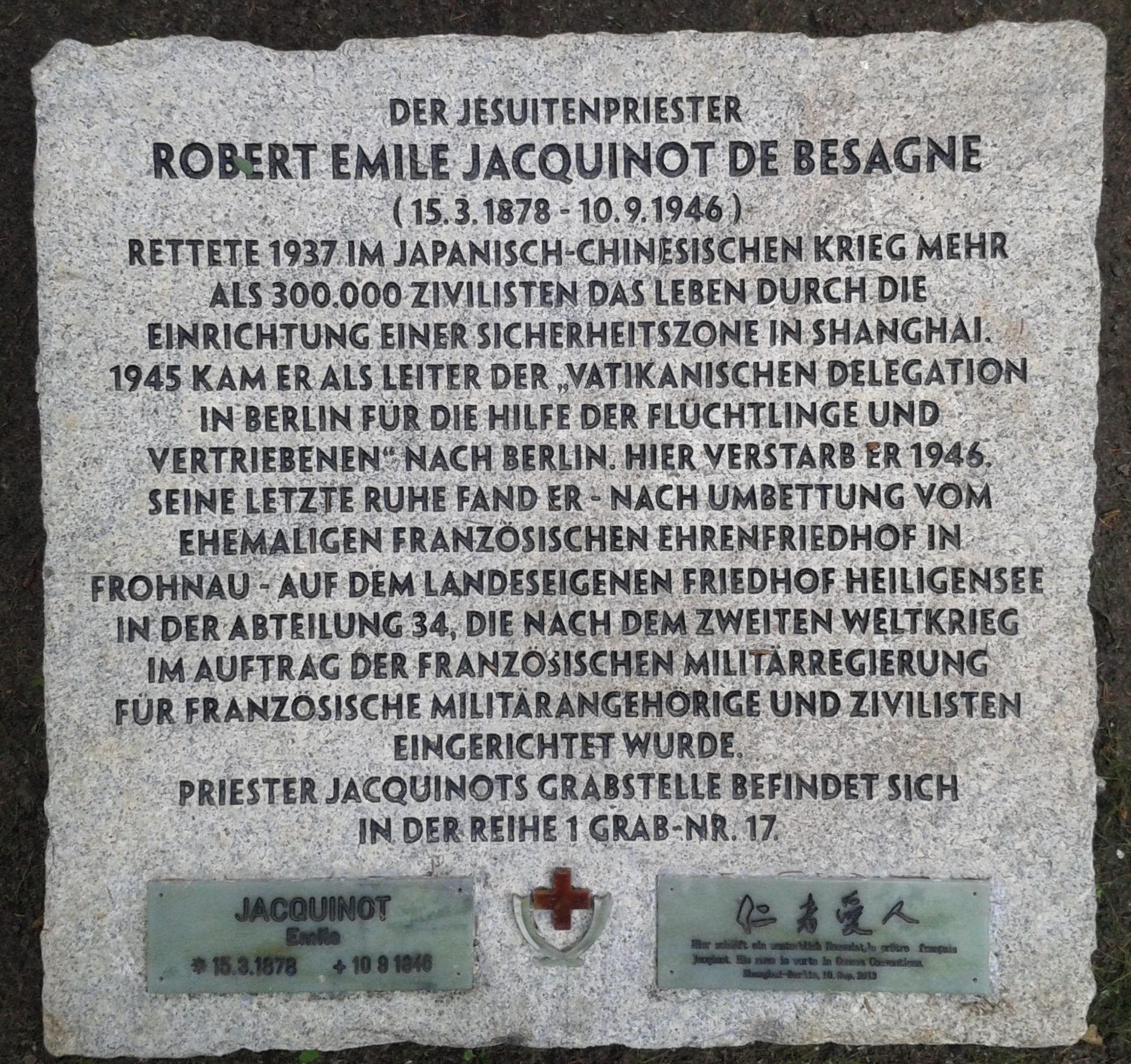
柏林饶家驹墓地紀念碑

饶家驹神父祖籍法国东北部的洛林地区，1878年3月15日出生在法国西海岸的桑特。1913年前往中国传教，在上海虹口耶稣圣心堂服务周围的葡萄牙籍教徒，并担任公共租界万国商团的随军神父。早年在化学实验中他的右臂被炸伤锯掉，因而人称“独臂神父”
1932年1月28日，上海一二八事变爆发，饶家驹出任华洋义赈会会长，主持难民救济工作。他曾成功地使交战的中日军队停火4小时，救出闸北战区的难民和伤兵。他也因此成为上海的明星人物。
1937年8月13日，淞沪会战爆发，数日内有八十多万难民从闸北、南市华界以及虹口、杨树浦上海公共租界日本区涌进中立的公共租界（苏州河以南部分）、法租界。饶家驹除了在复旦大学和徐家汇土山湾建立难民收容所之外，又建议将被法租界环抱的南市北部区域辟为军事中立的南市难民区，此处沿法租界与华界交界的法华民国路（今人民路）上聚集大量等候机会进入法租界的中国难民，而该区原有中国居民多已经进入租界，拥有大量空置房屋，且有城隍庙、老天主堂等不少公共场所。南市难民区将由美、英、法等中立国民间人士组成监督委员会进行管理。两租界首先表示支持此一计划，随后在11月2日，上海市长俞鸿钧表示支持。11月5日，又获得日本方面的同意。
1946年9月10日，饶家驹神父在德国柏林去世。